# Slot Charlottenhof
Slot Charlottenhof is een neoclassicistisch zomerverblijf in het Park Sanssouci in Potsdam. Het is gebouwd door Karl Friedrich Schinkel voor kroonprins Frederik Willem, de latere koning Frederik Willem IV van Pruisen, in 1826. Het park is ontworpen door Peter Joseph Lenné.
Dit object is onderdeel van het ensemble paleizen en parken van Potsdam en Berlijn dat in 1990, 1992 en 1999 in drie fasen op de werelderfgoedlijst van de UNESCO is geplaatst. Andere items ervan zijn:
De Russische kolonie Alexandrowka · 
De Antieke Tempel · 
Het Slot Babelsberg · 
Het Babelsbergpark · 
De Belvédère op de Pfingstberg · 
 De Belvédère van Sanssouci · 
De Bildergalerie · 
Slot Cecilienhof · 
Slot Charlottenhof · 
Het Chinese theehuis · 
 Het Drakenhuis · 
Het Glienickepark · 
Het Jachtslot Glienicke · 
Het Slot Glienicke · 
 Het keizerlijk station van Potsdam · 
Het Marmerpaleis · 
De Neptunusgrotte · 
Het Nieuwe paleis · 
De Nieuwe Tuin · 
De Nieuwe Vertrekken · 
De blokhut Nikolskoë · 
Het Oranjerieslot · 
Het Pauweneiland · 
De Sint-Petrus-en-Pauluskerk van Nikolskoë · 
De Pomonatempel · 
De Romeinse baden · 
Slot Sanssouci · 
Slot Sacrow · 
 De Verlosserkerk van Sacrow · 
De Vredeskerk · 
De vriendschapstempel
- Gemeinsame Normdatei: 4384356-6
- Library of Congress Control Number: sh98006412
- Nationale Bibliotheek van Israël: 987007293540705171
- Système universitaire de documentation: 167736752
- Virtual International Authority File: 240518151